# Sangspurv
Sangspurv (latin: Melospiza melodia) er en spurvefugl, der lever i Nordamerika.